# Девагтере, Адриан
Адриан Девагтере (нидерл. Adriaan Dewagtere; род. 4 июля 2001, Лохристи, Бельгия) — бельгийский шорт-трекист, 3-кратный призёр чемпионата Европы. Чемпион и серебряный призёр в абсолютном зачёте чемпионата Бельгии. Выступает за клуб "Shorttrackclub Kristallijn" (Гент).

## Биография
Адриан родился в городке Лохристи. Его отец работает в судебной полиции в Генте, а мать — независимый дизайнер интерьеров. Он учился в школе, а затем изучал электромеханику и электричество в "Де Брюг" в Генте, где вырос вместе со своими двумя старшими братьями Виллемом и Якобом. В то время они занимались шорт-треком в качестве хобби, а он играл в футбол за "SV Zaffelare". В возрасте 12-13 лет Адриан решил сам встать на коньки и вступил в клуб "Shorttrackclub Kristallijn" в Генте. 
Какое-то время он совмещал футбол и катание на коньках, но в конце концов выбрал шорт-трек. Адриан был выбран для участия в проект "Be Gold", который был направлен на отбор и подготовку талантливых молодых людей. С тех пор он в основном живёт в Хасселте. В марте 2015 года Адриан выиграл чемпионат Бельгии среди юниоров в своей возрастной категории. С 2018 по 2020 год он участвовал в трёх подряд юниорских чемпионатах мира, но выше 25-го места в индивидуальных гонках не поднимался. 
В январе 2019 года дебютировал на чемпионате Европы в Дордрехте, где в мужской эстафете его команда финишировала на 6-м месте. В декабре 2020 года он получил разрыв ягодичной мышцы во время падения на тренировке с товарищем по сборной Уордом Петре в Хасселте. Он перенёс операцию и вернулся к тренировкам в январе 2021 года. В мае 2021 года он присоединился к группе "Topsport Defensie" от министерства обороны и стал спортсменом Вооруженных Сил.
В декабре 2022 года на этапе Кубка мира в Алма-Аты вместе с командой впервые занял 3-е место в смешанной эстафете. В январе 2023 года на чемпионате Европы в Гданьске Адриан стал серебряным призёром в смешанной эстафете, что стало его первой международной наградой. Следом на чемпионате мира в Сеуле занял 11-е место в мужской эстафете и 48-е в забеге на 1000 м. На чемпионате Бельгии он завоевал серебро в сумме многоборья, при этом выиграл на дистанции 500 м.
В 2024 году Девагтере вновь завоевал медали на чемпионате Европы в Гданьске, выиграв серебряную медаль в мужской эстафете и бронзовую в смешанной эстафете. На дистанции 500 метров финишировал на 15-м месте. На чемпионате мира в Сеуле занял 7-е место в мужской эстафете и лучшее индивидуальное 16-е место в беге на 500 метров.
В марте 24-го Адриан Девагтере впервые стал чемпионом Бельгии в абсолютном зачёте, обыграв прошлогоднего чемпиона Стейна Десмета.
Летом Адриан после падения на тренировке в Монреале перенёс операцию на правой лодыжке в Херенталсе. В августе он вернулся в Канаду, где готовился со сборной к новому сезону 2024/25.